# Caterina Jarrige
Catherine Jarrige (Doumis, 4 ottobre 1754 – Mauriac, 4 luglio 1836) è stata una laica domenicana francese venerata dalla Chiesa cattolica come beata.

## Biografia
Caterina nacque a Doumis (Cantal) il 4 ottobre 1754, ultima di sette figli. Suo padre era Pietro Jarrige e sua madre Maria Célarier. A dieci anni divenne domestica e poi ricamatrice. In giovinezza non fu particolarmente attratta dalla pratica religiosa.
Nel 1778, però, decise di aderire al Terz'Ordine Domenicano, oggi Fraternità Laica di San Domenico. Ebbe quale suo modello di vita un'altra terziaria domenica Santa Caterina da Siena. Si dedicò, pertanto, alle tradizionali opere di misericordia corporale, come assistere i malati ed i poveri.
Dopo la Rivoluzione francese (1792), gli ordini religiosi vennero soppressi ed alcuni religiosi furono giustiziati (come le beate carmelitane di Compiègne), furono chiuse le confraternite di laici cattolici e i preti che non avevano sottoscritto l'adesione alla "Convenzione civile del clero" furono imprigionati o deportati.
Caterina si prodigò ad assistere i cattolici in prigione e a nascondere e servire i sacerdoti ricercati. Fu pertanto considerata dai rivoluzionari come una fanatica, nemica della Rivoluzione. Venne arrestata più volte nel 1794, ma le autorità furono costrette sempre a liberarla per evitare sommosse. Dopo la Restaurazione Caterina si ritirò a Mauriac. Nel 1833 fu proposta per un "premio della virtù" dall'Accademia di Francia, che però non le venne assegnato. Morì a Mauriac il 4 luglio 1836.

## Culto
È stata beatificata da Papa Giovanni Paolo II il 24 novembre 1996.